# Jaime Villarroel Rodríguez
Jaime José Villarroel Rodríguez (ur. 17 maja 1962 w Porlamar) – wenezuelski duchowny katolicki, biskup Carúpano od 2010.

## Życiorys
30 lipca 1993 otrzymał święcenia kapłańskie i został inkardynowany do diecezji Margarita. Pracował głównie jako duszpasterz parafialny. Od 2001 pełnił funkcję wikariusza generalnego diecezji, zaś w latach 2008-2009 zarządzał nią jako tymczasowy administrator.
10 kwietnia 2010 papież Benedykt XVI mianował go biskupem diecezji Carúpano. Sakry biskupiej udzielił mu 26 czerwca 2010 biskup Rafael Ramón Conde Alfonzo.